# Kyūshū Hikōki
La Kyūshū Hikōki kabushiki kaisha (九州飛行機 株式会社? 'Kyushu Aeroplani') è stata una delle principali industrie aeronautiche giapponesi della seconda guerra mondiale; essa costruiva in particolare aerei progettati da terze parti, come il famoso prototipo J7W1 Shinden (震電?)

## Storia
La Kyūshū Hikōki fu fondata a Fukuoka nell'ottobre del 1943 in seguito allo scorporo dell'attività di fabbricazione di aeroplani della preesistente Watanabe Tekkōsho kabushiki kaisha (渡邊鉄工所 株式会社?); nella circostanza la casa madre Watanabe cambiò nome in Kyūshū Heiki (九州兵器,? 'Kyushu Armamenti'). Dopo la guerra, nel 1953 l'azienda spostò tutti i propri stabilimenti a Kasuga e prese il nome di Watanabe jidōsha kōgyō (渡辺自動車工業,? Industria automobilistica automatica Watanabe (Watanabe Motors)), iniziando a produrre componenti e scocche per automobili. Inoltre, grazie alle tecnologie industriali aeronautiche acquisite, avviò la produzione anche di carcasse per autobus per la Nishinihon shatai kōgyō (西日本車体工業,? Industrie del Giappone Occidentale (West Japan Industries)) e a curare la manutenzione dei mezzi della consociata Nishinihon tetsudō (西日本鉄道,? Ferrovie del Giappone Occidentale (West Japan Railway)). Nel 1992 la produzione fu spostata nella prefettura di Saga, a Kiyama. Nel giugno del 2001, infine, è stata posta in liquidazione.